# 越南银行列表
以下是越南银行列表。

## 国家银行
- 越南国家银行

## 政策银行
- 社会政策银行（VBSP）
- 越南发展银行（VDB）

## 人民信贷基金系统
越南的人民信贷基金系统（Hệ thống quỹ tín dụng nhân dân）机构包括：
- 越南合作社银行（Co-opBank）
- 其他基层人民信贷基金机构

## 本土商业银行
以下商业银行为越南国家银行所有：
- 越南农业农村发展银行（Agribank）
- 越南建设银行（CB）
- 大洋银行（OceanBank）
- 全球石油银行（Ngân hàng Dầu Khí Toàn Cầu，GPBank）

以下商业银行为接受国家银行管理运行的股份制商业银行：
- 越南投资发展股份商业银行（BIDV）
- 越南外贸股份商业银行（Vietcombank）
- 越南工商股份商业银行（Vietinbank）
- 越南兴旺股份商业银行（VPBank）
- 越南军队股份商业银行（MB）
- 越南技商股份商业银行（Techcombank）
- 亚洲商业股份银行（ACB）
- 西贡-河内股份商业银行（SHB）
- 胡志明市发展股份商业银行（HDBank）
- 西贡股份商业银行（SCB）
- 西贡商信股份商业银行（Sacombank）
- 先锋股份商业银行（TPBank）
- 越南国际股份商业银行（VIB）
- 越南航海股份商业银行（MSB）
- 东南亚股份商业银行（SeABank）
- 东方股份商业银行（OCB）
- 越南进出口股份商业银行（Eximbank）
- 联越邮电股份商业银行（LPBank）
- 越南大众股份商业银行（PVcombank）
- 北亚股份商业银行（Ngân hàng TMCP Bắc Á）
- 安平股份商业银行（ABBANK）
- 东亚股份商业银行
- 保越股份商业银行（Ngân hàng TMCP Bảo Việt）
- 南亚股份商业银行
- 越南商信股份商业银行（VietBank，VBB）
- 越亚股份商业银行（Ngân hàng TMCP Việt Á）
- 国民股份商业银行（Ngân hàng TMCP Quốc Dân）
- 本越股份商业银行（Ngân hàng TMCP Bản Việt）
- 坚隆股份商业银行（Ngân hàng TMCP Kiên Long）
- 西贡工商股份商业银行（SGB）
- Petrolimex石油股份商业银行（Ngân hàng TMCP Xăng dầu Petrolimex，PG Bank）

## 外资银行
以下外资银行在越南运营：
- 澳洲聯邦銀行
- 加拿大豐業銀行
- 中国银行
- 盖特豪斯银行（英语：Gatehouse Bank）
- 渣打银行
- 法國巴黎銀行
- 法国外贸银行
- 德意志银行
- HFC银行（英语：Republic Bank Ghana Limited）
- 滙豐（越南汇丰银行）
- 印度银行（英语：Bank of India）
- 瑞穗銀行
- 三菱日聯銀行
- 新韓銀行
- 韩亚银行
- 中小企業銀行
- 友利銀行
- 馬來亞銀行
- 丰隆银行
- 联昌国际银行
- 越南大众银行（英语：Public Bank Vietnam）
- 大华银行
- 泰國匯商銀行
- 盤谷銀行
- 大通銀行

## 合资银行
- 世越银行（Ngân hàng TNHH Indovina）：越南工商银行和台湾国泰世华银行

- 越俄银行（Ngân hàng Việt - Nga）：越南投资发展银行和俄罗斯外贸银行

## 媒体声誉
为表彰越南商业银行建立金融和银行业的声誉和品牌，越南评估报告股份公司（Vietnam Report）每年都会发布“十大知名商业银行”榜单，评选基于三个主要标准：最近一年财报、媒体声誉及相关调查结果。其2023年评选结果为：
1. 越南外贸股份商业银行（Vietcombank）
2. 越南工商股份商业银行（Vietinbank）
3. 越南技商股份商业银行（Techcombank）
4. 越南投资与发展股份商业银行（BIDV）
5. 越南军队股份商业银行（MB）
6. 越南兴旺股份商业银行（VPBank）
7. 亚洲商业股份银行（ACB）
8. 越南农业和农村发展银行（Agribank）
9. 先锋商业股份银行（TPBank）
10. 越南国际股份商业银行（VIB）

十大知名私营股份商业银行包括：
1. 越南技商股份商业银行（Techcombank）
2. 越南兴旺股份商业银行（VPBank）
3. 亚洲商业股份银行（ACB）
4. 先锋商业股份银行（TPBank）
5. 越南国际股份商业银行（VIB）
6. 胡志明市发展股份商业银行（HDBank）
7. 西贡商信股份商业银行（Sacombank）
8. 西贡-河内股份商业银行（SHB）
9. 越南航海股份商业银行（MSB）
10. 东南亚股份商业银行（SeABank）